# Otočić Rašip Mali
Otočić Rašip Mali är en ö i Kroatien.   Den ligger i länet Šibenik-Knins län, i den södra delen av landet, 230 km söder om huvudstaden Zagreb. Arean är 0,23 kvadratkilometer.
Terrängen på Otočić Rašip Mali är platt. Öns högsta punkt är 34 meter över havet. Den sträcker sig 0,6 kilometer i nord-sydlig riktning, och 0,6 kilometer i öst-västlig riktning.